# Championnat de Yougoslavie de football 1963-1964
Navigation
Saison précédente Saison suivante
La saison 1963-1964 du Championnat de Yougoslavie de football est la trente-cinquième édition du championnat de première division en Yougoslavie. Les quatorze meilleurs clubs du pays prennent part à la compétition et sont regroupées en une poule unique où chaque formation affronte deux fois ses adversaires, à domicile et à l'extérieur. En fin de saison, les deux derniers du classement sont relégués et remplacés par les deux meilleures équipes de deuxième division.
C'est le club du FK Étoile rouge de Belgrade qui remporte la compétition, en terminant en tête du classement final, avec trois points d'avance sur un duo composé du Dinamo Zagreb et de l'OFK Belgrade. C'est le 7e titre de champion de Yougoslavie de l'histoire du club, qui réussit même le doublé en s'imposant en finale de la Coupe de Yougoslavie face au Dinamo Zagreb.
Un événement tragique va bouleverser le début du championnat. Un tremblement de terre va dévaster la ville de Skopje au mois de juillet 1963. L'équipe de la ville, le FK Vardar Skopje, promu de deuxième division, termine à la dernière place du classement mais est néanmoins maintenue en première division par la fédération yougoslave afin de permettre à la région de pouvoir continuer à être représentée parmi l'élite malgré la catastrophe.

## Les clubs participants
| - Partizan Belgrade - Dinamo Zagreb - FK Étoile rouge de Belgrade - Hajduk Split - FK Vojvodina Novi Sad - NK Rijeka - FK Radnicki Nis | - Velez Mostar - FK Novi Sad - OFK Belgrade - FK Vardar Skopje - Promu de D2 - FK Sarajevo - FK Zeljeznicar Sarajevo - NK Trešnjevka - Promu de D2 |

## Compétition

### Classement
Le classement est effectué en utilisant le barème classique (victoire à 2 points, match nul un point, défaite zéro point).
| Rang | Équipe                       | Pts | J  | G  | N  | P  | Bp | Bc | Diff |
| ---- | ---------------------------- | --- | -- | -- | -- | -- | -- | -- | ---- |
| 1    | Étoile rouge de Belgrade (C) | 36  | 26 | 14 | 8  | 4  | 45 | 22 | +23  |
| 2    | OFK Belgrade                 | 33  | 26 | 11 | 11 | 4  | 49 | 32 | +17  |
| 3    | NK Dinamo Zagreb             | 33  | 26 | 12 | 9  | 5  | 40 | 29 | +11  |
| 4    | FK Sarajevo                  | 29  | 26 | 11 | 7  | 8  | 47 | 37 | +10  |
| 5    | FK Partizan Belgrade (T)     | 26  | 26 | 9  | 8  | 9  | 34 | 26 | +8   |
| 6    | FK Zeljeznicar Sarajevo      | 26  | 22 | 8  | 10 | 8  | 37 | 43 | -6   |
| 7    | FK Vojvodina Novi Sad        | 24  | 26 | 9  | 6  | 11 | 34 | 31 | +3   |
| 8    | FK Radnicki Nis              | 24  | 26 | 10 | 4  | 12 | 33 | 34 | -1   |
| 9    | NK Rijeka                    | 24  | 26 | 7  | 10 | 9  | 37 | 42 | -5   |
| 10   | Hajduk Split                 | 23  | 26 | 9  | 5  | 12 | 44 | 44 | 0    |
| 11   | NK Trešnjevka (P)            | 23  | 26 | 9  | 5  | 12 | 34 | 54 | -20  |
| 12   | Velez Mostar                 | 22  | 26 | 5  | 12 | 9  | 30 | 41 | -11  |
| 13   | FK Novi Sad                  | 21  | 26 | 7  | 7  | 12 | 30 | 52 | -22  |
| 14   | FK Vardar Skopje (P)         | 21  | 26 | 5  | 8  | 12 | 28 | 35 | -7   |

|  | Qualification pour la Coupe d'Europe des clubs champions 1964-1965                                |
|  | Qualification pour la Coupe des Coupes 1964-1965                                                  |
|  | Qualification pour la Coupe des villes de foires 1964-1965                                        |
|  | Relégation directe en deuxième division                                                           |
|  | (T) : Tenant du titre (C) : Vainqueur de la Coupe de Yougoslavie (P) : Promu de deuxième division |

- Le Zeljeznicar Sarajevo et l'OFK Belgrade participent également à la Coupe Mitropa 1964.

## Bilan de la saison
| Championnat de Yougoslavie de football 1963-1964                        |                                        |
| Champion                                                                | FK Étoile rouge de Belgrade (7e titre) |
| Coupes et trophées                                                      |                                        |
| Vainqueur de la Coupe de Yougoslavie 1963-1964                          | FK Étoile rouge de Belgrade            |
| Qualifications continentales                                            |                                        |
| Coupe d'Europe des clubs champions 1964-1965                            | FK Étoile rouge de Belgrade            |
| Coupe des Coupes 1964-1965                                              | Dinamo Zagreb                          |
| Coupe des villes de foires 1964-1965                                    | OFK Belgrade                           |
| Coupe des villes de foires 1964-1965                                    | NK Zagreb                              |
| Coupe des villes de foires 1964-1965                                    | FK Vojvodina Novi Sad                  |
| Coupe Mitropa 1964                                                      | FK Zeljeznicar Sarajevo                |
| Coupe Mitropa 1964                                                      | OFK Belgrade                           |
| Promotions et relégations                                               |                                        |
| Promus en Prva Liga                                                     | FK Sutjeska Niksic                     |
| Promus en Prva Liga                                                     | NK Zagreb                              |
| Relégués en Championnat de Yougoslavie de football de deuxième division | FK Novi Sad                            |